# Кукелево (Єврейська автономна область)
Кукелево (рос. Кукелево) — село у Ленінському районі Єврейської автономної області Російської Федерації.
Входить до складу муніципального утворення Ленінське сільське поселення. Населення становить 893 особи (2010).

## Історія
Згідно із законом від 26 листопада 2003 року органом місцевого самоврядування є Ленінське сільське поселення.

## Населення
| 2002 | 2010 |
| ---- | ---- |
| 1053 | ↘893 |